# TT87

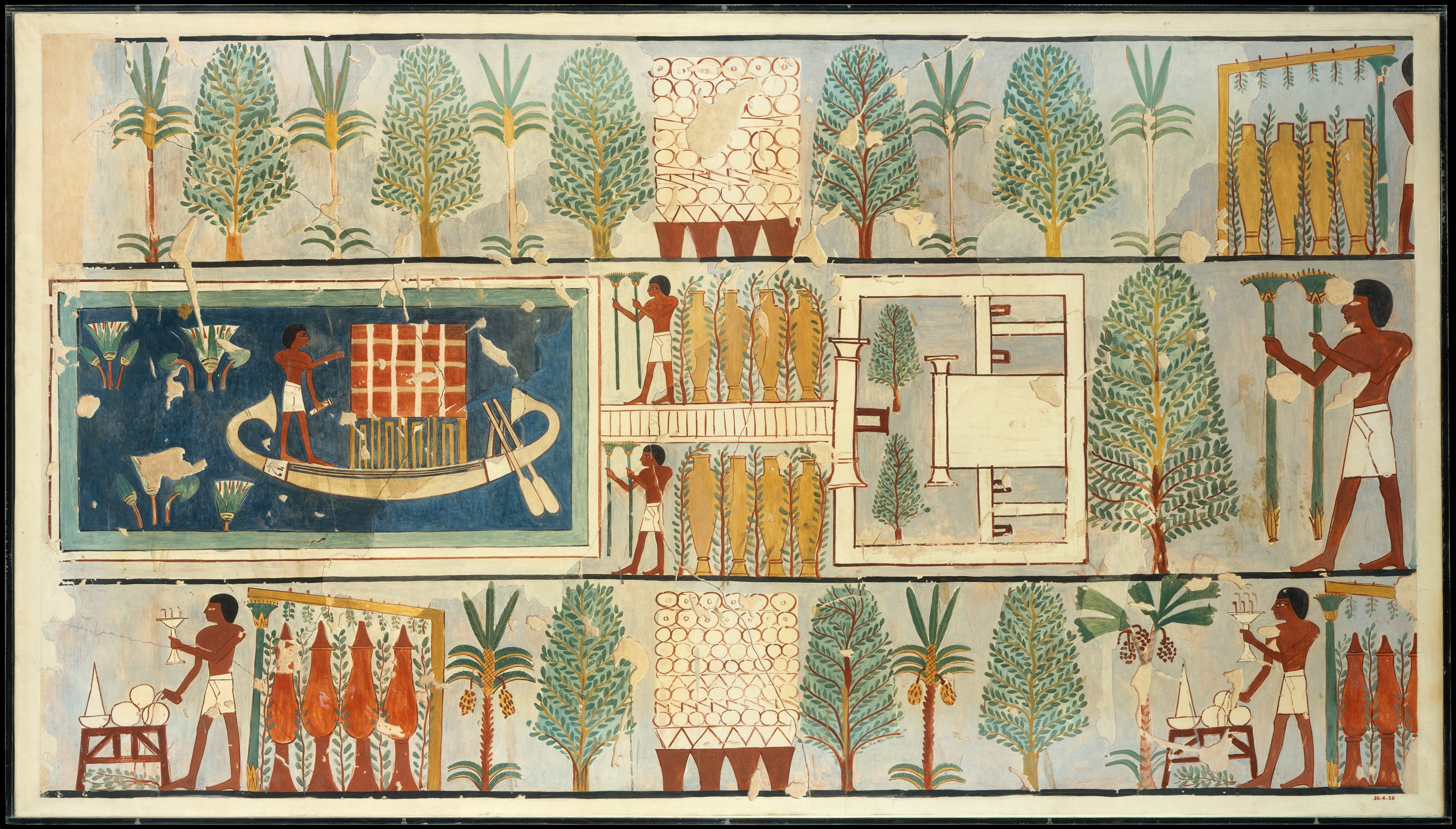
Rituale funerario in un giardino, dalla TT87 (Metropolitan Museum di New York, cat. MET DT10880)

TT87 (Theban Tomb 87) è la sigla che identifica una delle Tombe dei Nobili ubicate nell’area della cosiddetta Necropoli Tebana, sulla sponda occidentale del Nilo dinanzi alla città di Luxor, in Egitto. Destinata a sepolture di nobili e funzionari connessi alle case regnanti, specie del Nuovo Regno, l'area venne sfruttata, come necropoli, fin dall'Antico Regno e, successivamente, sino al periodo Saitico (con la XXVI dinastia) e Tolemaico.

## Titolare
TT87 era la tomba di:
| Titolare | Titolo | Necropoli           | Dinastia/Periodo              | Note                                                                         |
| -------- | --- | ------------------- | ----------------------------- | ---------------------------------------------------------------------------- |
| Minnakht | Supervisore dei Granai dell'Alto e Basso Egitto; Supervisore ai cavalli del Signore delle Due Terre; Scriba reale | Sheikh Abd el-Qurna | XVIII dinastia (Thutmosi III) | versante est della collina; sopra la TT85 e la TT86; più in basso della TT80 |

## Biografia
Uniche notizie biografiche ricavabili dalla tomba TT87 sono il nome del padre di Minnakht, Sen-Dhout, e quello del figlio, Menkheperraseneb (tomba TT79).

## La tomba
La tomba si presenta planimetricamente strutturata con l'andamento tipico delle tombe del periodo, a "T" rovesciata. Una stele in mattoni, illeggibile, si trova nella corte antistante un breve corridoio che dà accesso a una sala trasversale sulle cui pareti è possibile rilevare, benché pesantemente danneggiati, rappresentazioni del defunto che ispeziona il bestiame; poco oltre il defunto assiso con un uomo che gli offre la lista delle offerte. Un secondo corridoio, sulle cui pareti il defunto è dinanzi a Osiride, Iside, Anubi e alla Dea dell'Occidente (Hathor), immette in una sala ortogonale alla prima i cui dipinti parietali sono pesantemente danneggiati; in una scena il figlio Menkheperreseneb (titolare della tomba TT79) e, forse, un altro figlio di cui non è leggibile il nome, recano offerte al defunto; in altra scene, il defunto e Menkheperreseneb offrono fiori di papiro a Ra-Horakhti e cerimonie funebri con uomini che trasportano ceste, preti con incenso e libagioni dinanzi al defunto seduto sotto un padiglione; una casa con giardino nei pressi di un lago su cui naviga una barca. Sul fondo della sala una seconda più piccola sala trasversale costituisce la camera funeraria sulle cui pareti sono riportati brani del Libro dei Morti. 
Un sedile in granito nero, forse proveniente da questa tomba, si trova al Museo egizio de il Cairo

### Annotazioni
1. ↑  La numerazione dei locali e delle pareti segue quella di Porter e Moss 1927, p. 176.
2. ↑  La prima numerazione delle tombe, dalla numero 1 alla 253, risale al 1913 con l’edizione del "Topographical Catalogue of the Private Tombs of Thebes" di Alan Gardiner e Arthur Weigall. Le tombe erano numerate in ordine di scoperta e non geografico; ugualmente in ordine cronologico di scoperta sono le tombe dalla 253 in poi.
3. ↑  I campi della Duat, ovvero l'aldilà egizio, si trovavano, secondo le credenze, proprio sulla riva occidentale del grande fiume.
4. ↑  Nella sua epoca di utilizzo, l'area era nota come "Quella di fronte al suo Signore" (con riferimento alla riva orientale, dove si trovavano le strutture dei Palazzi di residenza dei re e i templi dei principali dei) o, più semplicemente, "Occidente di Tebe".
5. ↑  le Tombe dei Nobili, benché raggruppate in un'unica area, sono di fatto distribuite su più necropoli distinte.
6. ↑  Le note, sovente di inquadramento topografico della tomba, sono tratte dal "Topographical Catalogue" di Gardiner e Weigall, ed. 1913 e fanno perciò riferimento alla situazione dell'epoca.

### Fonti
1. ↑  Gardiner e Weigall 1913.
2. ↑  Donadoni 1999,  p. 115.
3. 1 2  Porter e Moss 1927,  p. 178.
4. ↑  Gardiner e Weigall 1913, pp. 24-25.
5. ↑  Porter e Moss 1927,  pp. 178-179.